# Orthetrum japonicum
Orthetrum japonicum is een libellensoort uit de familie van de korenbouten (Libellulidae), onderorde echte libellen (Anisoptera).
De soort staat op de Rode Lijst van de IUCN als niet bedreigd, beoordelingsjaar 2009.
De wetenschappelijke naam Orthetrum japonicum is voor het eerst geldig gepubliceerd in 1858 door Uhler.